# Eccrita enormis
Eccrita enormis là một loài bướm đêm trong họ Erebidae.